# Моя жизнь и я
Моя жизнь и я (нем. Mein Leben & Ich) — немецкий молодёжный комедийный телесериал о жизни старшеклассницы Алекс Дегенхардт в исполнении актрисы Вольке Хегенбарт. Действие сериала разворачивается в Кёльне.
Несмотря на то, что съёмки сериала начались ещё в 1999 году, премьера сериала состоялась лишь в 2001 году на немецком телеканале RTL. Сериал транслировался также в Австрии, Франции, Финляндии, Испании и России.

## Сюжет
Сюжет сериала «Моя жизнь и я» сходен с американским сериалом «Моя так называемая жизнь», кроме того у главной героини можно обнаружить некоторые сходные черты характера с героиней мультсериала «Дарья», например цинизм, что совсем непохоже на героиню из сериала «Моя так называемая жизнь».

## Основные персонажи

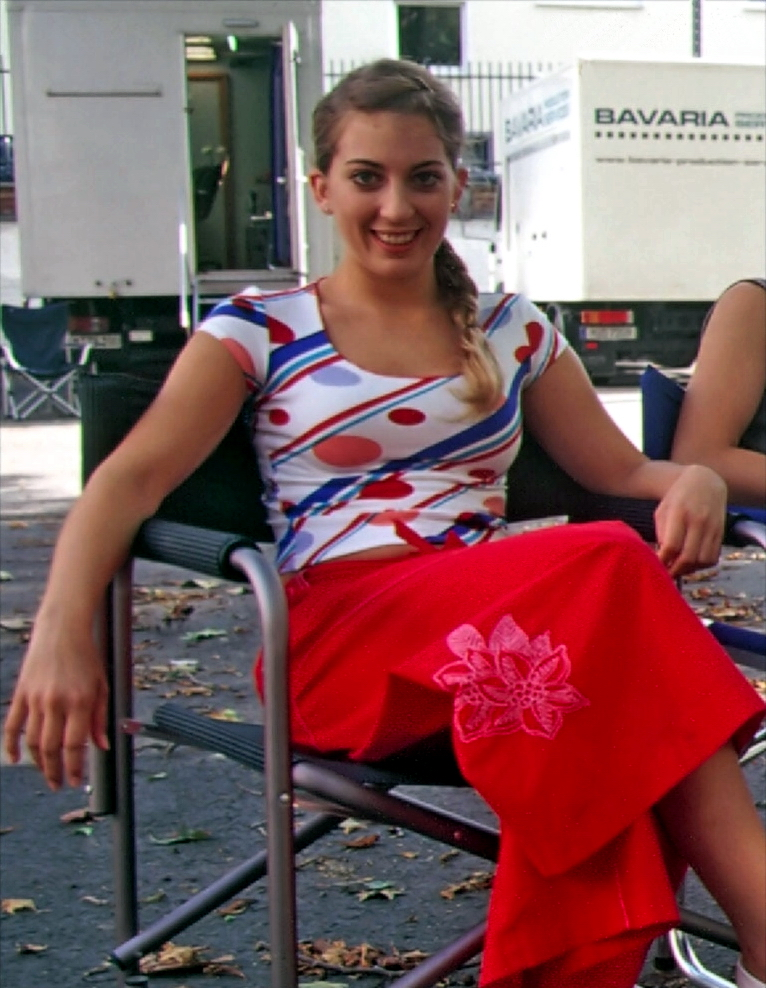
Нора Биндер во время перерыва на съёмках четвёртого сезона сериала «Моя жизнь и я»

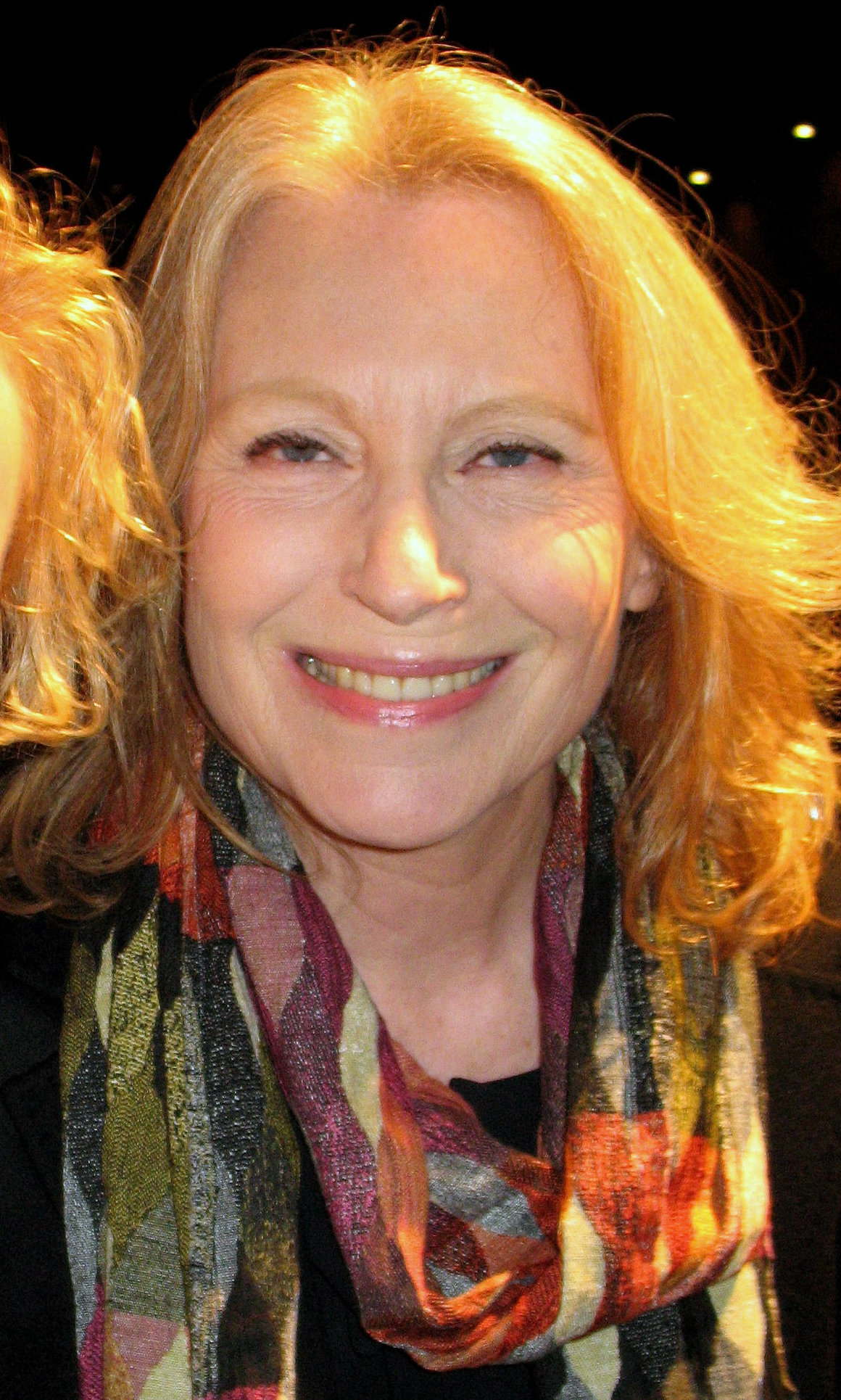
Марен Кройман в 2009 году

### Александра Дегенхардт
Алекс (роль исполняет актриса Вольке Хегенбарт) — главная фигура сериала, старшеклассница, совершенно не интересующаяся окружающим миром и теми вещами, которыми обычно полагается интересоваться в её возрасте. Она очень прямолинейна и цинична, чем часто ранит окружающих её людей. Она ведёт свой дневник, куда записывает все свои мысли и переживания за текущий день. Алекс не нуждается в друзьях, так как они её постоянно нервируют, и в свободное от школы время предпочитает уединяться за чтением книг или своим любимым делом — фотографированием.

### Клаудия Фишер
Клаудия (роль исполняет актриса Нора Биндер) — чрезвычайно болтливая и очень подвижная девушка, одноклассница и лучшая подруга Алекс (по собственным представлениям), даже если Алекс и тщетно пытается избавиться от её надоедливого общества. Любимое дело Клаудии — вмешиваться в личную жизнь своих одноклассников, друзей и даже их родителей. Последнее, возможно объясняется отсутствием у неё братьев и сестёр и разводом родителей.

### Себастиан Дегенхардт
Басти (роль исполняет актёр Фредерик Хуншеде) — младший брат Алекс. Басти и Алекс с самого детства не переносят друг друга и даже редко разговаривают друг с другом. Да и те редкие разговоры заканчиваются выяснением отношений. Взрослея, Басти становится довольно популярен у девушек, что приводит к тому, что он начинает вести себя высокомерно и встречается одновременно с несколькими девушками.

### Хендрик Дегенхардт
Хендрик (роль исполняет актёр Готтфрид Фольмер) — отец Алекс и Басти. Являясь по профессии инженером-дизайнером, он проводит много времени в своей мастерской. Хендрик вместе со своей женой Анке пытаются быть современными родителями и не быть «обывателями», постоянно устраивая, как им кажется, дикие и спонтанные поступки, как-то: демонстрации против сруба дерева или организацию домашней фабрики по переработке макулатуры.

### Анке Дегенхардт
Анке (роль исполняет актриса Марен Кройман) — мать Алекс и Басти, жена Хендрика. Анке работает терапевтом в психиатрической клинике, её специализация — лечение пациантов с помощью музыки. Анке постоянно видит дома множество проблем, которые её домашние таковыми не считают. Кроме того, Анке — единственный человек, который может долго выносить бесконечную болтовню Клаудии, за что та её очень любит.

### Нико Пютц
Нико (роль исполняет актёр Себастиан Крёнерт) — друг Клаудии и Алекс (хотя последнюю он нервирует не меньше, чем Клаудия). Более того, в младших классах Нико был в Алекс влюблён и кое-какие чувства к ней у него остались до сих пор. Родители Нико считают его неудачником, неспособным блюсти традиции семьи. Да и в школе Нико совсем непопулярен. Нико любит проводить время у Дегенхардтов, которые, в отличие от его собственных родителей, не относятся к нему, как к неудачнику.

## Второстепенные герои

### Даниэль Камински
Даниэль (роль исполняет актёр Тони Снетбергер) — одноклассник Алекс и Клаудии. Мать Даниэля является алкоголичкой, поэтому Даниэлю нередко приходится пропускать школу, чтобы следить за маленьким братом, так как отца у них нет, а мать часто находится в невменяемом состоянии. О семейной проблеме Даниэля известно лишь Алекс. Позднее семья Даниэля уезжает в Дортмунд. На протяжении сериала остаётся неясным, какие чувства испытывают Алекс и Даниэль друг к другу. Долгое время Алекс сама пытается это выяснить, но после отъезда Даниэля понимает, что ей это всё равно.

## Интересные факты
- Сериал был номинирован семь раз на различные кинопремии, но нигде так и не получил приза. В частности, сериал выдвигался на премию Deutscher Comedypreis («Немецкая комедийная премия») и Deutscher Fernsehpreis («Немецкая телевизионная премия»). В последнем случае сериал был номинирован в категориях «Лучший ситком», «Лучший комедийный телесериал» и «Лучшая актриса».
- Шестой сезон сериала был отснят ещё в 2006 году, однако его телепремьера состоялась лишь в ноябре 2009 года.[1]